# Bașcov
Bașcov – wieś w Rumunii, w okręgu Dolj, w gminie Sopot. W 2011 roku liczyła 357 mieszkańców.